# Poznań Krzesiny
Poznań Krzesiny – przystanek kolejowy w Poznaniu, leżąca na szlaku kolejowym Kluczbork – Poznań Główny.

## Ruch pasażerski
| Rok  | Wymiana pasażerska na dobę |
| ---- | -------------------------- |
| 2017 | 20-49                      |
| 2022 | 150-199                    |